# Europa Cup (mannenhandbal) 1975/76
De European Champions Cup 1975/76 was de zestiende editie van de hoogste handbalcompetitie voor clubs in Europa.

## Deelnemers
| Tweede ronde         | Tweede ronde        | Tweede ronde           | Tweede ronde    |
| -------------------- | ------------------- | ---------------------- | --------------- |
| Sportist Kremikovtzi | VfL Gummersbach     | Roter Stern Bratislava | SMUC Marseille  |
| Śląsk Wrocław        | RK Borac Banja Luka | HK Drott               | Sparta Helsinki |
| Vikingur Reykjavik   | KFUM Fredericia     |                        |                 |
| Eerste ronde         |                     |                        |                 |
| KV Sasja HC Hoboken  | Volani Rovereto     | IK Fredensborg         | Grasshopper     |
| Eschois Fola         | Sittardia           | Hapoël Rehovot         | CB Calpisa      |
| Benfica              | HC Birkenhead       | Kyndil Tórshavn        | HC Union Krems  |

## Voorronde

### Eerste ronde
| Team 1          | Score   | Team 2              | 1       | 2       |
| --------------- | ------- | ------------------- | ------- | ------- |
| Benfica         | w.o.    | CB Calpisa          |         |         |
| Volani Rovereto | 18 – 22 | Hapoël Rehovot      | 10 – 09 | 08 – 13 |
| Sittardia       | 29 – 23 | Eschois Fola        | 16 – 10 | 15 – 13 |
| IK Fredensborg  | 44 – 18 | Kyndil Tórshavn     | 22 – 07 | 22 – 11 |
| HC Birkenhead   | 17 – 47 | KV Sasja HC Hoboken | 07 – 18 | 10 – 29 |
| HC Union Krems  | 27 – 35 | Grasshopper         | 16 – 16 | 11 – 19 |

### Tweede ronde
| Team 1               | Score   | Team 2                 | 1       | 2       |
| -------------------- | ------- | ---------------------- | ------- | ------- |
| RK Borac Banja Luka  | 53 – 36 | Roter Stern Bratislava | 27 – 14 | 26 – 22 |
| CB Calpisa           | 45 – 26 | Hapoël Rehovot         | 21 – 14 | 24 – 12 |
| Vikingur Reykjavik   | 28 – 40 | VfL Gummersbach        | 16 – 19 | 12 – 21 |
| Sittardia            | 30 – 40 | Śląsk Wrocław          | 17 – 17 | 13 – 23 |
| Sportist Kremikovtzi | 36 – 34 | Grasshopper            | 26 – 21 | 10 – 13 |
| HK Drott             | 34 – 35 | IK Fredensborg         | 16 – 16 | 18 – 19 |
| Sparta Helsinki      | 37 – 21 | KV Sasja HC Hoboken    | 21 – 06 | 16 – 15 |
| SMUC Marseille       | 30 – 37 | KFUM Fredericia        | 18 – 20 | 12 – 17 |

## Hoofdronde

### Kwartfinale
| Team 1              | Score   | Team 2               | 1       | 2       |
| ------------------- | ------- | -------------------- | ------- | ------- |
| RK Borac Banja Luka | 41 – 34 | CB Calpisa           | 28 – 21 | 13 – 13 |
| Śląsk Wrocław       | 33 – 35 | VfL Gummersbach      | 22 – 15 | 11 – 20 |
| IK Fredensborg      | 34 – 33 | Sportist Kremikovtzi | 20 – 14 | 14 – 19 |
| KFUM Fredericia     | 42 – 31 | Sparta Helsinki      | 26 – 11 | 16 – 20 |

### Halve finale
| Team 1          | Score   | Team 2              | 1       | 2       |
| --------------- | ------- | ------------------- | ------- | ------- |
| VfL Gummersbach | 29 – 31 | RK Borac Banja Luka | 16 – 16 | 13 – 15 |
| KFUM Fredericia | 43 – 33 | IK Fredensborg      | 21 – 16 | 22 – 17 |

### Finale
| Datum         | Team 1              | Score   | Team 2          | Locatie                       |
| ------------- | ------------------- | ------- | --------------- | ----------------------------- |
| 11 april 1976 | RK Borac Banja Luka | 17 – 15 | KFUM Fredericia | Sports Hall Borik, Banja Luka |

|                     |
|                     |
| RK Borac Banja Luka |
| 1ste titel          |